# Pseudosuccinea
Pseudosuccinea is een geslacht van weekdieren uit de klasse van de Gastropoda (slakken).

## Soort
- Pseudosuccinea columella (Say, 1817)